# Sandgrynnan, Korsnäs
Sandgrynnan är en ö i Finland. Den ligger i Bottenhavet eller Norra kvarken och i kommunen Korsnäs i den ekonomiska regionen  Vasa i landskapet Österbotten, i den västra delen av landet. Ön ligger omkring 47 kilometer sydväst om Vasa och omkring 350 kilometer nordväst om Helsingfors. 
Öns area är 1,9 hektar och dess största längd är 250 meter i nord-sydlig riktning.

## Klimat
Inlandsklimat råder i trakten. Årsmedeltemperaturen i trakten är 2 °C. Den varmaste månaden är juli, då medeltemperaturen är 16 °C, och den kallaste är februari, med −10 °C.